# سامانثا شابمان
سامانثا شابمان (بالإنجليزية: Samantha Chapman) هي يوتيوبية وفنانة مكياج بريطانية، ولدت في 23 أغسطس 1977.